# Съединение (град)
Вижте пояснителната страница за други значения на Съединение.
Съединение е град в Южна България. Той се намира в Пловдивска област и е разположен на 27 km северозападно от Пловдив. Административен център на Община Съединение.
По данни на ГРАО към 15 юни 2023 г. в града живеят 5580 души по настоящ адрес и 5712 души по постоянен адрес.

## География
Градът е разположен в Горнотракийската низина, на 22 км северозападно от град Пловдив и на 7 км северно от автомагистрала „Тракия“. Той е център на община с обща територия 298 000 дка, която се равнява на 298 км2, от които 256 148 дка са обработваема земя, а поливната от нея е 177 683 дка. Населението на град Съединение е 6477 души. Основен отрасъл в общината е селското стопанство, заемащ приблизително около 90% от стопанската дейност.
Град Съединение е и административен център на община Съединение, обособена като самостоятелна административна единица на 26 декември 1978 г. с Указ № 2294 на Държавния съвет на НРБ.

## История
Старото име на град Съединение е Голямо Конаре.
В древността земите са били населени от траките, за което свидетелстват множеството надгробни и други могили. При редица археологически разкопки в района са открити старинни монети и древни съдове от IV–III в. пр.н.е.
При избухването на Балканската война един човек от Голямо Конаре е доброволец в Македоно-одринското опълчение.

## Икономика
Най-големите предприятия в града са притежаваните от Георги Тучев „Готмар“, третият по големина производител на пластмасови изделия в България, и производителят на напитки „Нова Трейд“.

## Култура
Традиционно вероизповедание на територията на община Съединение е източното православие.
Читалищата са единствените културни институции в община Съединение. В общината функционират 10 читалища и музейна сбирка, която се намира в Съединение.
От читалищата в общината най-старо е Народно читалище „Съединение“, гр. Съединение, основано през 1875 година. Негови основатели са Ламби Атанасов – пръв председател, даскал Еню Бекирски, свещеник Иван Генов, Петър Антов, Петко Лапков, Д. Герджийски и други. Сградата е построена през 1956 година със средства от самооблагане, доброволен труд от населението и дарение от Недялка Шилева – героиня от Съединението.

### Местни обичаи
Местният обичай „Кумата“ в гр. Съединение се провежда на 23 и 24 април – Лазаров ден и Връбница, има над 100-годишна традиция. Той е уникален и се отличава от останалите лазарски обичаи със своите костюми и начина си на провеждане. Костюмите са напълно автентични и се предават от поколение на поколение. Самата „Кума“ – водачката, се отличава от останалите с различна носия.
„Кумата“ е пролетен женски обичай, отразяващ отношението на младите момичета към красотата и трудолюбието, показано в дрехите и в песните, които пеят. Обичаят „Куди“ е зимен мъжки обичай, отразяващ отношението на младите момци към трудолюбието. Обичаите „Сурвакари“ и „Лазарки“ се провеждат в с. Правище.

## Личности
- Атанас Иванов, български революционер от ВМОРО, четник на Иван Наумов Алябака[5]
- Продан Тишков – Чардафон (Габрово, 1860 – 1906) – националреволюционер. Участник в Българското опълчение през Руско-турската война. Взел дейно участие в подготовката и извършването на Съединението. Предвожда Голямоконарската чета при превземането на конака в нощта срещу 6 септември 1885 година.
- Димитър Иванов (р. 1966), български офицер, бригаден генерал

### Родени в община Съединение
- поп Тодор Райков /1828 – 1920/ – поддържал близки връзки с българските националреволюционери и апостолите на Априлското въстание, заради което е многократно арестуван. Освещава знамето на Съединението.
- поп Иван Генов /1837 – 1922/ – поддържал тесни връзки с апостолите на Априлското въстание, след потушаването на което е жестоко малтретиран и затворен в Пловдивския затвор „Ташкапия“. Председател на Голямоконарския комитет за Съединението. Заедно с поп Тодор Райков освещава знамето и на 5 септември 1885 година заклева въстаниците, отправящи се за гр. Пловдив.
- Еню Маринов Бекирски /1838 – 1920/ – народоучител, сподвижник на Васил Левски. Основател на светското образование, секретар на образуваното през 1875 година читалище „Надежда“.
- Петър Шилев /1853 – 1945/ – учител в с. Голямо Конаре. Взел активно участие в Съединисткото движение, като заедно с Чардафон предвожда Голямоконарската чета до Пловдив.
- Кръстю Маринов /1855 – 1927/ – български военен деец, генерал-майор.
- Недялка Стоянова Шилева-Чардафонова /1867 – 1959, София/ – народна учителка. Ушива знамето на Голямоконарската чета и присъства на ескорта на Гаврил Кръстевич при изпращането му от Пловдив в Голямо Конаре. Съпруга на Продан Тишков – Чардафон. Завещава родната си къща на читалището в Голямо Конаре.
- Стоян Средев – учител, секретар на Комитета за Съединението на Източна Румелия със Северна (Княжество) България
- Найден Команов /1884 – 1972/ – виден общественик, народен представител, сред основателите на кооперативното движение, член на УС на БЗНС. Написал първата история на селището по спомените на очевидци.
- Стоян Паликрушев /1902 – 1986/ – комунист, народен представител в VI велико народно събрание (1946 – 1949). Основател на комунистическото движение в гр. Съединение. Създател на кооперативното движение в гр. Съединение. Кмет на гр. Съединение. Деен участник в съпротивата през Втората световна война. Носител на многобройни държавни отличия за обществено значимата си роля. Защитник и борец за правата на хората.
- Тодор Николов Карагутев-Раков /30 януари 1910/ – с Найден Команов написва спомени за с. Голямо Конаре (гр. Съединение), издадени в чест на 100–годишнината от Съединението на Княжество България с Източна Румелия.
- Ива Пранджева /1972, с. Найден Герово/. Лекоатлет, майстор на спорта. Световна шампионка е на троен скок за девойки през 1992 г., европейска шампионка, участва и печели многократно турнири в леката атлетика. На Олимпийските игри в Атланта, САЩ през 1996 г. се класира на 4-то място.
- Бонка Пинджева /12.10.1972, гр. Съединение/. Тренира от 1984 г. и всяка година до 2004 г. е републиканска шампионка по кану-каяк. От 1990 до 1998 година ежегодно е медалистка от балканиади, а през 1999 г. завоюва 1-во и 2-ро място на балканиада. До настоящия момент активно участва в първенства на всяко ниво и се класира на призови места в европейски първенства, световни първенства и балканиади в дисциплините едноместен и двуместен каяк. От 1999 г. неин личен спонсор е фирма „ИТД“, гр. Съединение.
- Кирил Георгиев Кошничарски /28.07.1984, гр. Съединение/. Възпитаник е на Спортно училище „Васил Левски“, Пловдив. От 1997 до 2002 г. има завоювани 5 златни медала на републикански състезания. През 2002 година е носител на титлата за републикански рекорд в категория до 105 килограма. 2003 г. завоюва бронзов медал в Мексико и става европейски вицешампион във Валенсия, Испания. Същата година е избран за спортист № 1 в училище „Васил Левски“, Пловдив и е 10-и в класацията за най-добри спортисти за годината на Пловдив. През 2004 г. става световен шампион в Минск в категория над 105 kg и е обявен за почетен гражданин на гр. Съединение.

### Кметове на Община Съединение
- Кръстьо Петров Паликрушев – мандат 1 декември 1962 – 7 юли 1971 година
- Георги Ботев Котов – мандат 8 юли 1971 – 17 април 1978 година
- Кирил Стоянов Паликрушев – мандат 18 април 1978 – 4 декември 1984 година
- Димитър Делчев Царев – мандат 4 декември 1984 – 1989 година
- Боно Илиев Бабачев – мандат 1989 – 10 октомври 1990 година
- Георги Кръстев Димов – мандат 11 октомври 1990 – 19 октомври 1991 година
- Ангел Борисов Къцов – мандат 20 октомври 1991 – 29 октомври 1995 година
- Елена Събова Попова – мандат 30 октомври 1995 – 3 ноември 1999 година
- Стоян Людмилов Енчев – мандат 3 ноември 1999 – 7 ноември 2003 година
- Евгений Георгиев Маринчешки – мандат 7 ноември 2003 – 2012 година
- Георги Руменов – мандат 2012 – октомври 2015 година
- Атанас Балкански – мандат 30 октомври 2015 – 6 ноември 2023
- Георги Руменов – мандат 6 ноември 2023 – понястоящем